# Lifehouse Chronicles
Lifehouse Chronicles es una caja recopilatoria del músico británico Pete Townshend, publicado por el sello Eel Pie en febrero de 2000. La caja recopila demos de la abandonada ópera rock Lifehouse, un proyecto musical que Townshend comenzó tras grabar con The Who el álbum Tommy, así como un programa de radio sobre Lifehouse y versiones en solitario de canciones como "Baba O'Riley", "Won't Get Fooled Again" y "Who Are You". Tras su publicación, Townshend editó Lifehouse Elements con una selección de canciones de Lifehouse, así como varios conciertos en Sadlers Well donde interpretó el proyecto.

## Concepto deLifehouse
La caja recopilatoria incluye canciones y composiciones relacionadas con Lifehouse, un concepto musical desarrollado por Townshend a comienzos de la década de 1970 como sucesor de la primera ópera de The Who, Tommy. Basado en las enzeñanzas de Meher Baba, mentor espiritual de Townshend, así como en literatura de ciencia ficción, Lifehouse estaba diseñado para explorar la idea de que la música es la base fundamental de la vida, y que cada ser humano tenía una única melodía que describe única y exclusivamente su vida. Cuando las distintas canciones, vinculadas a cada ser humano, eran interpretadas al unísono, el resultado sería una única nota armónica, The One Note en inglés, semejante a la quintaesencia buscada por los antiguos alquimistas. Townshend ideó Lifehouse como un proyecto múltiple constituido por un doble disco, un largometraje y un concierto interactivo con el público.
La historia de Lifehouse se desarrolla en la Gran Bretaña del siglo XXI, en una edad donde la contaminación es tan ingente que se ha convertido en un problema drástico para la vida al aire libre. La población pasa gran parte del tiempo en sus hogares, dentro de experience suits -en español, trajes de experiencia-, que proveen a las personas de vidas artificiales mejores que cualquier subsistencia en el exterior, pero sin ningún tipo de realización espiritual. Un personaje descontento, conocido como The Hacker, redescubre el rock and roll del siglo XX, y manipula la red que controla los trajes de experiencia de la población para invitarlos a abandonar sus vidas y unirse en un concierto.
A pesar de los esfuerzos del Gobierno totalitario por evitar el concierto, miles de personas acuden al concierto, que también tiene millones de espectadores mirando a través de los trajes de experiencia. Durante el concierto, músicos y público interpretan las canciones del modo descrito con anterioridad hasta que la policía interrumple en el concierto y dispara a Hacker. A continuación, el público y el grupo musical producen simultáneamente el tono universal, The One Onte, y todas las personas presentes entre la audiencia o contemplando el espectáculo se desvanecen, presumiblemente alcanzando un plano superior de existencia. La historia es vista además por Ray, un granjero de una región no controlada de Escocia, que viaja al sur para buscar a su hija, que se escapó para acudir al concierto.

## Lifehouse: 1970–1971
En septiembre de 1970, Townshend compuso una canción titulada "Pure and Easy", acerca del One Note, la primera canción escrita específicamente para Lifehouse. En los siguientes dos meses compuso aproximadamente veinte canciones, grabando demos en su hogar. En lugar de intentar contar la historia a través de las letras, como hizo en Tommy, las canciones eran piezas independientes, destinadas a ser entendidas en la película o por las notas escritas para el álbum. Gran parte de las canciones fueron grabadas por The Who en dos sesiones durante el invierno de 1970-1971, así como durante ensayos acompañados por el guitarrista Leslie West en conciertos en directo en el Young Vic Theatre de Londres en abril de 1971.
Aunque Townshend tenía grandes esperanzas depositadas en el proyecto, otros fueron más escépticos. Universal Studios, que habían firmado un contrato para rodar la película de Tommy, no se sintieron impresionados por la oferta de Townshend. Además, varios conciertos organizados en Londres de forma espontánea también fueron un fracaso y no produjeron material suficiente, por lo que el proyecto quedó suspendido. Aunque varias de las canciones aparecieron en el siguiente disco de The Who, Who's Next, Lifehouse fue un proyecto inacabado durante cerca de treinta años.

## Lifehouse: 1971–1998
A pesar del fracaso inicial, Townshend nunca abandonó Lifehouse y rescató el proyecto varias veces a lo largo de sucesivas décadas. Continuó escribiendo canciones para el proyecto durante la década de 1970, y en 1980 revisó el trabajo con su compañero de grupo, John Entwistle, para producir un nuevo guion con una nueva historia, reminiscente del largometraje Soylent Green. Sin embargo, las negociaciones para producir la película no llegaron a buen puerto después de que Townshend comenzara una relación sentimental con la mujer del director.
no fue hasta 1992 cuando Townshend volvió a trabajar en Lifehouse. Comenzó a grabar el disco Psychoderelict, una historia semibiográfica narrada como un radioteatro. El personaje principal de Psychoderelict, al igual que Townshend, es una estrella del rock entrada en años que lleva trabajando sin descanso en una ópera, llamada Gridlife Chronicles, durante más de veinte años. El protagonista se encuentra involucrado en un escándalo sexual que pone en peligro el futuro del proyecto. 
En 1998, el sueño de publicar Lifehouse definitivamente se hizo realidad cuando la BBC le animó a desarrollar un radioteatro basado en Lifehouse e incorporar la música del proyecto en el mismo. La pieza, de dos horas de duración, fue finalmente estrenada en BBC Radio 3 el 5 de diciembre de 1999.

## Lista de canciones
Todas las canciones escritas y compuestas por Pete Townshend excepto donde se anota.
| Disco uno |                               |          |  |
| N.º       | Título                        | Duración |  |
| 1.        | «Teenage Wasteland»           | 6:47     |  |
| 2.        | «Going Mobile»                | 4:13     |  |
| 3.        | «Baba O'Riley»                | 7:38     |  |
| 4.        | «Time is Passing»             | 3:26     |  |
| 5.        | «Love Ain't for Keeping»      | 1:31     |  |
| 6.        | «Bargain»                     | 4:30     |  |
| 7.        | «Too Much of Anything»        | 5:35     |  |
| 8.        | «Music Must Change»           | 4:41     |  |
| 9.        | «Greyhound Girl»              | 3:05     |  |
| 10.       | «Mary»                        | 4:17     |  |
| 11.       | «Behind Blue Eyes»            | 3:26     |  |
| 12.       | «Baba O'Riley» (Instrumental) | 9:50     |  |
| 13.       | «Sister Disco»                | 6:50     |  |

| Disco dos |                            |          |  |
| N.º       | Título                     | Duración |  |
| 1.        | «I Don't Even Know Myself» | 5:27     |  |
| 2.        | «Put the Money Down»       | 5:50     |  |
| 3.        | «Pure And Easy»            | 8:35     |  |
| 4.        | «Getting in Tune»          | 4:04     |  |
| 5.        | «Let's See Action»         | 6:20     |  |
| 6.        | «Slip Kid»                 | 3:57     |  |
| 7.        | «Relay»                    | 4:15     |  |
| 8.        | «Who Are You»              | 7:37     |  |
| 9.        | «Join Together»            | 6:23     |  |
| 10.       | «Won't Get Fooled Again»   | 8:30     |  |
| 11.       | «The Song Is Over»         | 5:41     |  |

| Disco tres |                                                                              |          |  |
| N.º        | Título                                                                       | Duración |  |
| 1.         | «Baba M1 (O'Riley 2nd Movement 1971)»                                        | 3:05     |  |
| 2.         | «Who Are You (Gateway Remix)»                                                | 9:04     |  |
| 3.         | «Behind Blue Eyes (New Version 1999)»                                        | 3:57     |  |
| 4.         | «Baba M2 (2nd Movement Part 1 1971)»                                         | 3:18     |  |
| 5.         | «Pure and Easy (Original Demo Reworked 1999)»                                | 9:16     |  |
| 6.         | «Vivaldi (Baba M5 on Psychoderelict) with Hame 1999)»                        | 2:42     |  |
| 7.         | «Who Are You (Live and Uncut at the Shepherds Bush Empire 1998)»             | 12:47    |  |
| 8.         | «Hinterland Rag (Piano Rag for Three Hands – Yamaha Disklavier 1999)»        | 2:49     |  |
| 9.         | «Pure and Easy (New Version 1999)»                                           | 4:47     |  |
| 10.        | «Can You Help the One You Really Love? (Demo 1999)»                          | 5:05     |  |
| 11.        | «Won't Get Fooled Again (Live and Uncut at the Shepherd's Bush Empire 1998)» | 11:30    |  |

| Disco cuatro |                                                     |          |  |
| N.º          | Título                                              | Duración |  |
| 1.           | «One Note– Prologue» (Henry Purcell)                | 1:26     |  |
| 2.           | «Fantasia Upon One Note (Quick Movement)»           | 1:01     |  |
| 3.           | «Baba O'Riley (Versión orquestal)»                  | 9:36     |  |
| 4.           | «Sonata K:212» (Domenico Scarlatti)                 | 4:18     |  |
| 5.           | «Tragedy»                                           | 4:23     |  |
| 6.           | «No. 4 Aria» (Michel Corrette)                      | 2:41     |  |
| 7.           | «No. 2 Giga» (Michel Corrette)                      | 1:23     |  |
| 8.           | «No. 6 in D Minor» (Michel Corrette)                | 2:37     |  |
| 9.           | «No. 3 Adagio and Allegro» (Michel Corrette)        | 4:31     |  |
| 10.          | «Hinterland Rag»                                    | 3:33     |  |
| 11.          | «Sonata K:213» (Domenico Scarlatti)                 | 4:25     |  |
| 12.          | «The Gordian Knot Untied: Overture» (Henry Purcell) | 3:21     |  |
| 13.          | «The Gordian Knot Untied: Allegro» (Henry Purcell)  | 1:59     |  |
| 14.          | «The Gordian Knot Untied: Air»                      | 0:58     |  |
| 15.          | «The Gordian Knot Untied: Rondean Minuet»           | 1:49     |  |
| 16.          | «The Gordian Knot Untied: Air»                      | 1:14     |  |
| 17.          | «The Gordian Knot Untied: Jig»                      |          |  |
| 18.          | «The Gordian Knot Untied: Chaconne»                 | 2:31     |  |
| 19.          | «The Gordian Knot Untied: Air»                      | 0:48     |  |
| 20.          | «The Gordian Knot Untied: Minuet»                   | 1:19     |  |
| 21.          | «The Gordian Knot Untied: Overture (Reprise)»       | 3:27     |  |
| 22.          | «Tragedy Explained»                                 | 6:26     |  |
| 23.          | «One Note – Epilogue»                               | 1:20     |  |
| 24.          | «Fantasia Upon One Note» (Henry Purcell)            | 2:48     |  |

| Disco cinco |                               |          |  |
| N.º         | Título                        | Duración |  |
| 1.          | «Lifehouse Radio Play No. 1»  | 3:28     |  |
| 2.          | «Lifehouse Radio Play No. 2»  | 4:45     |  |
| 3.          | «Lifehouse Radio Play No. 3»  | 7:00     |  |
| 4.          | «Lifehouse Radio Play No. 4»  | 7:56     |  |
| 5.          | «Lifehouse Radio Play No. 5»  | 5:30     |  |
| 6.          | «Lifehouse Radio Play No. 6»  | 6:35     |  |
| 7.          | «Lifehouse Radio Play No. 7»  | 4:10     |  |
| 8.          | «Lifehouse Radio Play No. 8»  | 5:02     |  |
| 9.          | «Lifehouse Radio Play No. 9»  | 7:20     |  |
| 10.         | «Lifehouse Radio Play No. 10» | 5:27     |  |

| Disco seis |                              |          |  |
| N.º        | Título                       | Duración |  |
| 1.         | «Lifehouse Radio Play No. 1» | 4:27     |  |
| 2.         | «Lifehouse Radio Play No. 2» | 5:40     |  |
| 3.         | «Lifehouse Radio Play No. 3» | 6:06     |  |
| 4.         | «Lifehouse Radio Play No. 4» | 6:04     |  |
| 5.         | «Lifehouse Radio Play No. 5» | 5:07     |  |
| 6.         | «Lifehouse Radio Play No. 6» | 4:39     |  |
| 7.         | «Lifehouse Radio Play No. 7» | 4:59     |  |
| 8.         | «Lifehouse Radio Play No. 8» | 4:32     |  |
| 9.         | «Lifehouse Radio Play No. 9» | 8:20     |  |